# Росляков, Михаил Сергеевич
Михаил Сергеевич Росляков (1871—1929) — герой Первой мировой войны, участник Белого движения, генерал-лейтенант (1920).

## Биография
Окончил Симбирский кадетский корпус (1889) и Михайловское артиллерийское училище (1892), откуда выпущен был подпоручиком в 3-ю гвардейскую и гренадерскую артиллерийскую бригаду.
6 августа 1893 года переведен в лейб-гвардии 1-ю артиллерийскую бригаду. Произведен в поручики 6 декабря 1896 года, в штабс-капитаны — 6 декабря 1897 года, в капитаны — 14 апреля 1902 года. Вынужден был оставить службу в гвардии из-за конфликта со штабс-капитаном бароном Майделем. 10 июня 1903 года назначен командиром 3-й батареи 29-й артиллерийской бригады, с переименованием в подполковники. Участвовал в русско-японской войне, был контужен. 16 июля 1905 года отчислен от должности по болезни, с назначением в распоряжение Главного артиллерийского управления (утверждено ВП 18.08.1905).
13 марта 1906 года назначен командиром 3-й батареи 11-й артиллерийской бригады. 22 ноября 1911 года произведен в полковники «за отличие по службе», с назначением командиром 9-го мортирного артиллерийского дивизиона, с которым и вступил в Первую мировую войну. Удостоен ордена Св. Георгия 4-й степени
За то, что в боях на р. Сане с 1-го по 21-е мая 1915 года, руководя действиями всей артиллерии, приданной пехотной дивизии, лично производил под сильным ружейным и пулеметным огнем рекогносцировку позиций противника, искусно расположил свои батареи, действие которых наносило большие потери противнику. 20-го мая метким и сосредоточенным огнем по укреплениям позиций к востоку от д. Коровина настолько ослабил пулеметный и ружейный огонь неприятеля, что дал возможность нашей пехоте овладеть укреплениями, причем противник поспешно и в беспорядке отступил, оставив в наших руках более 1200 пленных, 15 пулеметов и много военного имущества.
18 февраля 1916 года произведен в генерал-майоры на основании Георгиевского статута, а 12 мая того же года назначен командиром 5-й артиллерийской бригады. В 1917 году был назначен инспектором артиллерии 9-го армейского корпуса. После Октябрьской революции был избран командиром 9-го армейского корпуса.
В Гражданскую войну участвовал в Белом движении в составе Добровольческой армии и ВСЮР. В 1918 году состоял в распоряжении ставропольского военного губернатора. С 27 октября 1918 года назначен начальником артиллерии 4-й дивизии, с 11 января 1919 года — начальником Крымской пехотной дивизии. С 1 июня 1919 года состоял в штабе войск Новороссийской области. На 15 сентября 1919 года — командир 4-й артиллерийской бригады. С 11 декабря 1919 года назначен инспектор артиллерии 3-го армейского корпуса. В апреле 1920 года — инспектор артиллерии Крымского корпуса. Произведен в генерал-лейтенанты 18 апреля 1920 года. В Русской армии до эвакуации Крыма. Галлиполиец, командир сводного конно-артиллерийского дивизиона.
В эмиграции в Югославии. Служил в пограничной страже, был командующим Кавалерийской артиллерией, которая размещалась на границе с Албанией. Состоял членом Общества офицеров-артиллеристов. Умер в 1929 году в Нише.

## Награды
- Орден Святого Станислава 3-й ст. (ВП 6.12.1898)
- Орден Святой Анны 3-й ст. (ВП 6.12.1901)
- Орден Святого Станислава 2-й ст. с мечами (1906)
- Орден Святой Анны 2-й ст. с мечами (ВП 30.04.1906)
- Орден Святого Владимира 3-й ст. (ВП 21.3.1913)
- Орден Святой Анны 4-й ст. с надписью «за храбрость» (ВП 28.01.1915)
- мечи к ордену Св. Владимира 3-й ст. (ВП 28.01.1915)
- мечи и бант к ордену Св. Владимира 4-й ст. (ВП 15.04.1915)
- мечи и бант к ордену Св. Станислава 3-й ст. (ВП 2.07.1915)
- мечи к ордену Св. Станислава 2-й ст. (ВП 12.10.1915)
- Орден Святого Георгия 4-й ст. (ВП 5.02.1916)
- Высочайшее благоволение «за отличия в делах против неприятеля» (ВП 6.05.1916)
- Орден Святого Станислава 1-й ст. с мечами (ВП 26.11.1916)